# Isotta Brembati

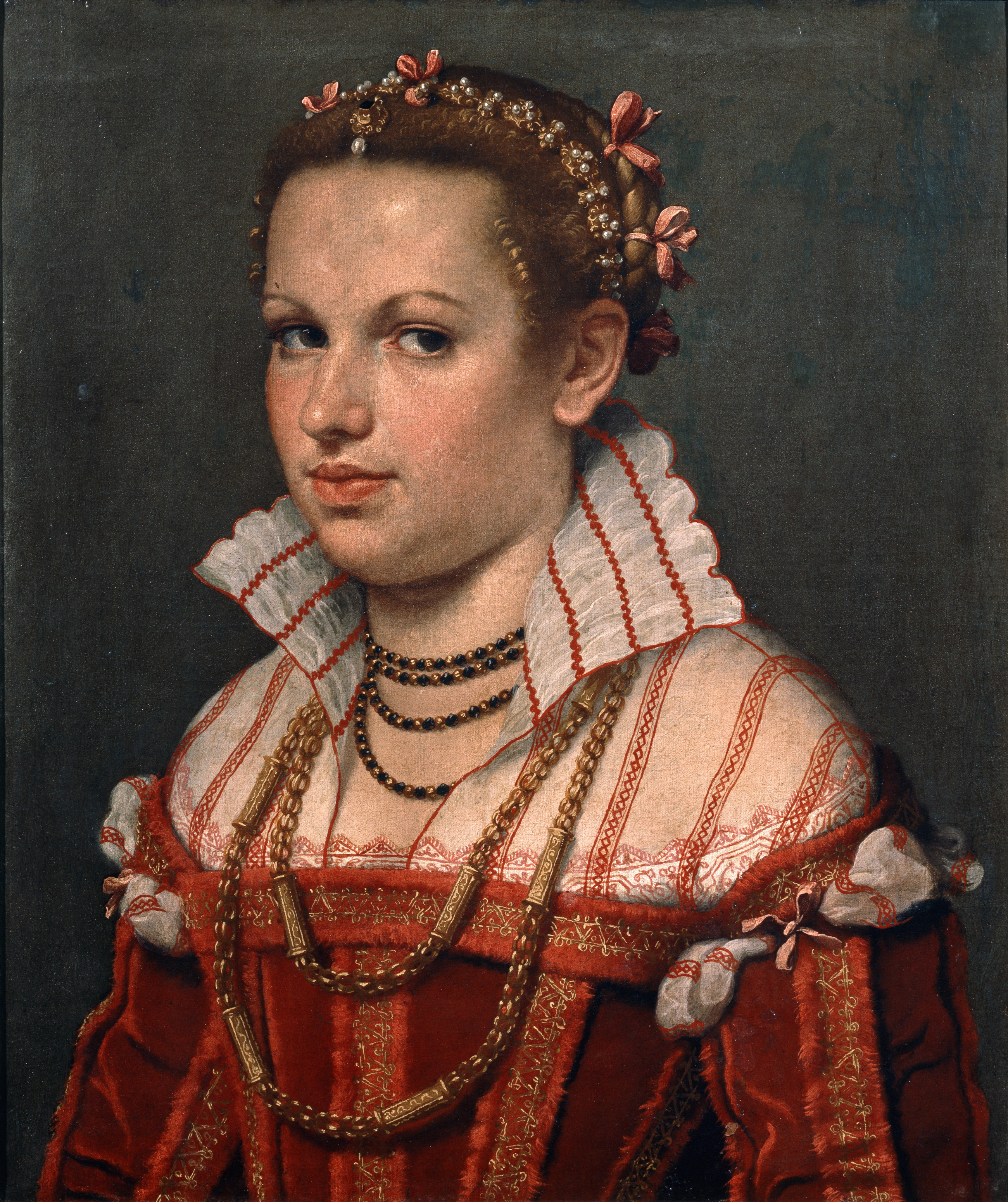
Retrato, ~1560

Isotta Brembati-Grumelli (Bérgamo, 1530-ibídem, 24 de febrero de 1568) fue una condesa y poetisa italiana.

## Biografía

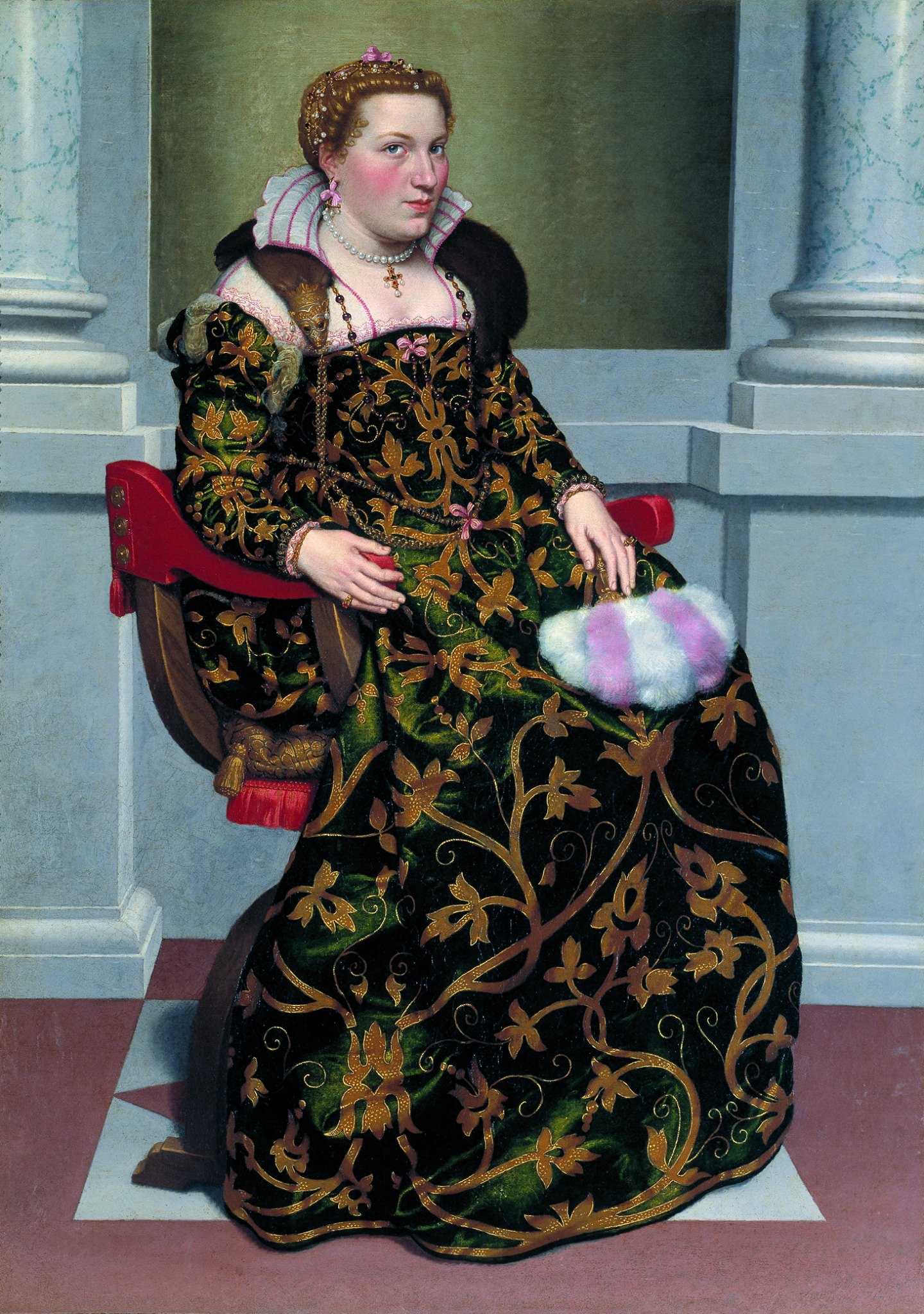
Otro retrato de Brembati

Sus padres eran Lucas Brembati e Isotta Ludovico, de una familia muy influyente de Bérgmo. 
Tuvo una educación esmerada y hablaba con fluidez griego, latín, francés y español.
Se casó en primeras nupcias con el conde Lecio Secco d'Aragona di Calcio, y en 1561 con Gian Gerolamo Grumelli. Esta pareja se granjeó bastante notoriedad en la época y los retrató dos veces Giovanni Battista Moroni.
La Brembati fue muy aclamada por su poesía; tras su muerte en 1586 compilaron gran parte de su obra en un poemario conmemorativo titulado Rime funerali di diversi illustri ingegni composte in volgare et latina favella in morte della molto illustre signora Isotta Brembati-Grumelli.